# Eudule amica
Eudule amica är en fjärilsart som beskrevs av Druce 1898. Eudule amica ingår i släktet Eudule och familjen mätare. Inga underarter finns listade i Catalogue of Life.